# 鄭博壬
鄭博壬（1982年10月17日—），為一名台灣棒球選手，目前效力於中華職棒統一7-ELEVEn獅，擔任該隊投手教練。

## 經歷
- 台北市福林國小少棒隊
- 台北市大理國中青少棒隊
- 穀保家商青棒隊
- 臺北體院棒球隊
- La New熊練習生
- 中華職棒統一獅（2006年—2009年）
- 中華職棒統一7-ELEVEn獅投手教練
  - 兼任投手教練（2009年8月—2009年11月25日）
  - 助理投手教練（2009年11月26日—2010年4月）
  - 二軍投手教練（2010年4月—2011年9月15日）
  - 投手教練（2011年9月16日—2011年10月）
  - 二軍投手教練（2011年10月—2013年9月20日）
  - 投手教練（2013年9月21日—2014年10月29日）
  - 牛棚教練（2014年10月29日—2016年7月18日）
  - 一軍投手教練（2016年7月18日—2019年11月25日）
  - 二軍投手教練（2020年—2024年6月16日）
  - 一軍投手教練（2024年6月16日—2024年10月）
  - 二軍投手教練（2025年—）

2009年8月，球季間轉任投手兼投手教練職務。

## 職棒生涯成績
| 年度   | 球隊           | 出賽 | 勝投 | 敗投 | 中繼 | 救援 | 完投 | 完封 | 四死 | 三振 | 責失 | 投球局數 | 防禦率 |
| ------ | -------------- | ---- | ---- | ---- | ---- | ---- | ---- | ---- | ---- | ---- | ---- | -------- | ------ |
| 2006年 | 統一獅         | 33   | 2    | 1    | 4    | 0    | 0    | 0    | 26   | 23   | 22   | 45.2     | 4.34   |
| 2007年 | 統一獅         | 12   | 0    | 0    | 1    | 0    | 0    | 0    | 19   | 9    | 11   | 15.1     | 6.46   |
| 2008年 | 統一7-ELEVEn獅 | 8    | 0    | 0    | 1    | 0    | 0    | 0    | 4    | 1    | 6    | 10.0     | 5.40   |
| 2009年 | 統一7-ELEVEn獅 | 2    | 0    | 0    | 0    | 0    | 0    | 0    | 6    | 1    | 9    | 3.2      | 22.09  |
| 合計   | 4年            | 53   | 2    | 1    | 6    | 0    | 0    | 0    | 55   | 34   | 48   | 74.2     | 5.79   |

## 外部連結
- 鄭博壬在台灣棒球維基館上的頁面（繁體中文）
- 鄭博壬在中華職棒官網 （中文）和Baseball-Reference （英文）上的頁面